# Agathon dismalea
Agathon dismalea är en tvåvingeart som först beskrevs av Charles L. Hogue 1970.  Agathon dismalea ingår i släktet Agathon och familjen Blephariceridae. Inga underarter finns listade i Catalogue of Life.